# Скијатос
Скијатос или Скјатос је једно од острва Спорада у Егејском мору. 
Острво управно припада округу Споради, као једна од општина. Седиште општине и највеће насеље на острву је градић Скијатос.

## Природни услови
Скијатос је најзападније и копну најближе од свих острва Спорада (свега 2 km). Најближе друго спорадско острво је Скопелос на 7 km ка истоку. Острво Евбеја се налази на 12 km јужно.
Површина Скијатоса је 50 km² и по томе је Скијатос најмањи од важнијих острва Спорада. Дужина острва је око 10 km, а ширина до 6 km. Обала острва није много разуђена. Острво је брдовито, нарочито у северном делу, док је југ најпитомији.
Клима на Скијатосу је средоземна. Острво је веома шумовито (шуме средоземног бора - пинара).

## Становништво
По последњем попису из 2001. године на острву живи око 6.160 становника, од у главном месту, градићу Скијатосу чак 5.000 ст. (око 80%). Осталих неколико насеља су сви са мање од 200 становника. Готово целокупно становништво су Грци. Куриозитет је и да је грчка застава настала управо на овом острву, а користи се и дан данас, на шта је локално становништво изузетно поносно.

## Привреда
Пољопривреда је традиционално занимање острвског становништва, поготово узгајање бадема, винове лозе, маслине. Данас је она у сенци туризма. У прилог туризму иде и добра саобраћајна опремљеност острва, пре свега на основу постојања савременог аеродрома Скијатос. Иако је аеродром изузетно мали, врло је добро организован, сасвим је довољан за локалне потребе и чак чини приступачним и суседно острво Скопелос до кога преостаје још пар км вожње бродом. Баш као што је и аеродром добро организован, читаво острво је врло добро повезано градским линијама што чини ово острво веома приступачним. Како је туризам главна привредна грана овог острва, битан део чине уређене плаже на Скијатосу: Коукоунариес, Лалариа, Банана плажа (Красас) Ксанемос, Мегали Амос, Василиас, Ахлиадес, Цанериес, Канапитса, Коутсоури, Делфиники, Вромолимнос, Колиос, Платаниас, Троулос, Агиа Елени, Мегас Аселинос, Ксерксес, Елиас, Агистри, Мегас Аселионс, као и нудистичка плажа Микри Аселинос.

## Галерија слика
- Град Скијатос
- Детаљ са острва
- Плаже Марата (први план) и Кукунариес (задњи план)
- Кукунариес плажа
- Лаларија плажа
- Улица старог дела града Скијатоса
- Скијатос, стара лука
- Скијатос
- Град Скијатос